# Löss

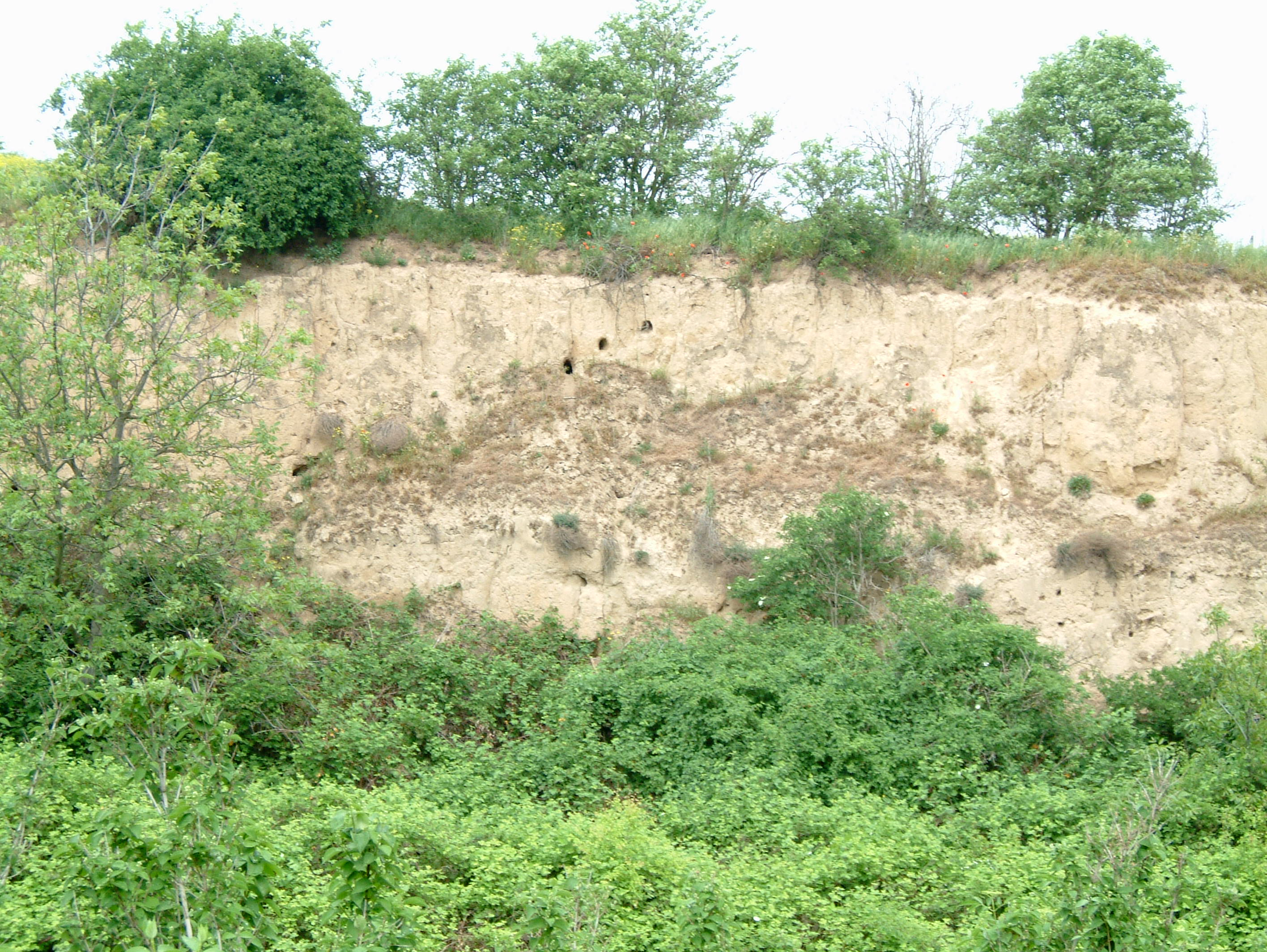
Lösswand bei Dirmstein (Pfalz)

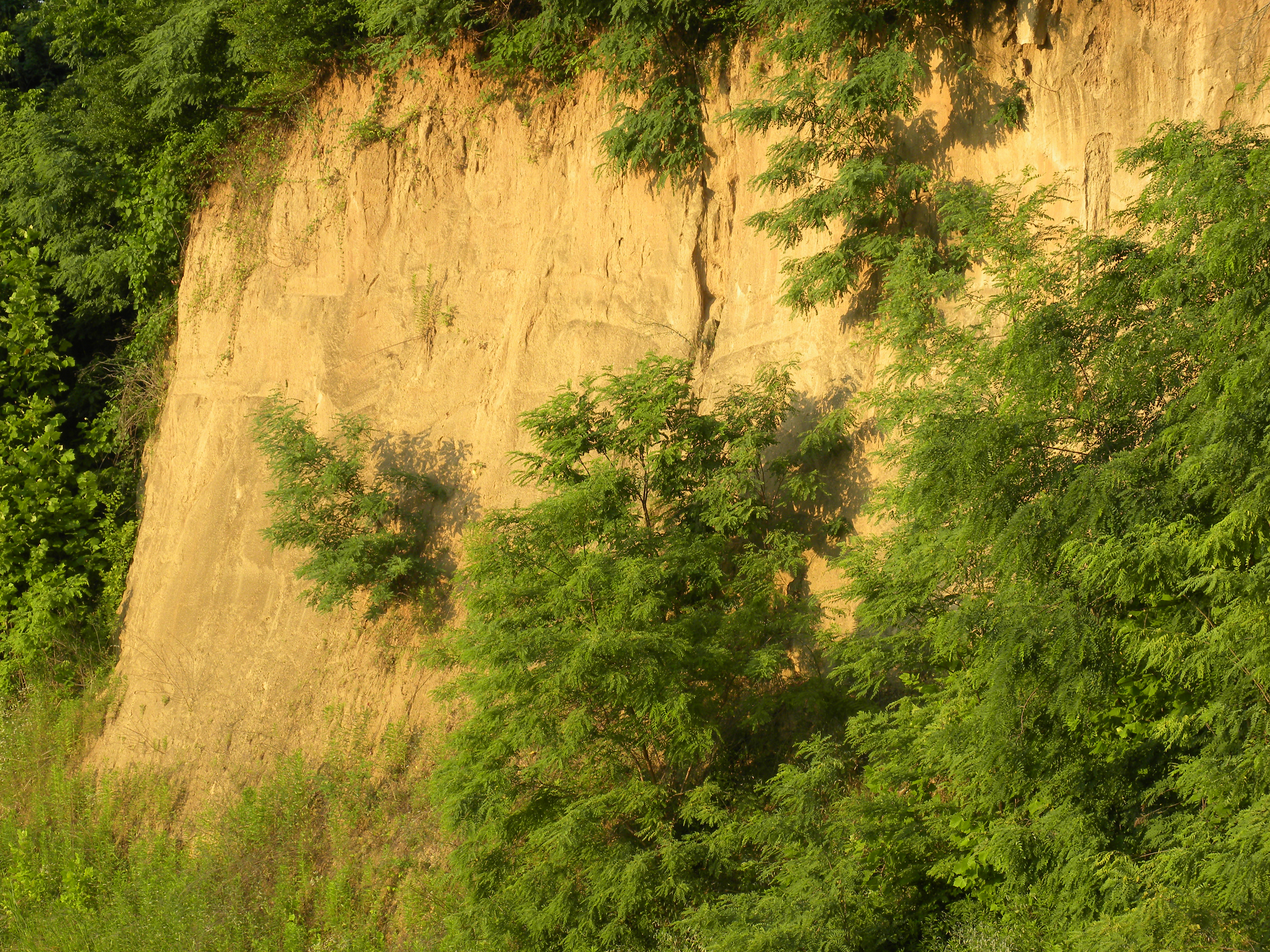
Lösswand bei Vicksburg (Mississippi)

Löss (Hauptschreibweise) oder Löß ist ein homogenes, ungeschichtetes, hellgelblich-graues Sediment, das vorwiegend aus Schluff besteht. Häufig wird daneben ein gewisser Karbonatanteil als wichtiges Kriterium zur Charakterisierung angesehen. Löss wurde überwiegend von Wind abgelagert, verändert sich danach aber meist weiter.
Löss bedeckt etwa zehn Prozent der Erdoberfläche und ist vor allem in der gemäßigten Klimazone verbreitet. Er wurde zum größten Teil in den quartären Kaltzeiten gebildet und ist Ausgangssubstrat für die ackerbaulich günstigsten Böden weltweit. Darüber hinaus werden Lösse und darin eingeschaltete fossile Böden (Paläoböden) als Archive für die Rekonstruktion quartärer Umweltveränderungen erforscht.

## Wortherkunft, Aussprache und Schreibweise
Der Begriff „Löß“ erschien erstmals 1821 im Zusammenhang mit Lössablagerungen im Rheintal und wurde 1823 von Karl Cäsar von Leonhard in die geologisch-mineralogische Literatur eingeführt. Er hat dabei wahrscheinlich den mundartlichen Ausdruck Lösch „lockerer Boden“ (von alemannisch lösch „lose“, „locker“) abgewandelt.
Im süddeutschen Sprachraum wird Löß [løːs] mit langem Vokal ausgesprochen, während im Norddeutschen die Aussprache Löss [lœs] mit kurzem Vokal üblich ist. Die Heysesche Regel, wonach der stimmlose s-Laut nach langem Vokal als ß und nach kurzem Vokal als ss geschrieben wird, führt in diesem Fall zu zwei verschiedenen Schreibweisen, die beide zulässig sind. Sowohl Duden. 24. Auflage. als auch Wahrig Wörterbuch der deutschen Sprache, Ausgabe 2007, geben Löss als Hauptschreibweise und Löß als zweite Schreibweise an.
Der Terminus ist als Fachbegriff in viele Sprachen eingegangen (englisch loess, französisch lœss, niederländisch löss).

## Forschungsgeschichte
Löss wurde 1852 von Ernst Heinrich von Dechen im Siebengebirge beschrieben. Im 19. Jahrhundert gab es noch überwiegend die Auffassung, Löss sei eine Ablagerung von Eisrand-Stauseen in der Eiszeit (Felix Wahnschaffe, Gustav Steinmann, Friedrich Klockmann, August Leppla u. a.) bzw. noch früher von Fluss- oder Meeresablagerungen. Den äolischen Ursprung als Steppenstaub vertrat zuerst Ferdinand von Richthofen (1877) nach Beobachtungen auf seiner China-Reise (1868 bis 1872) und dann 1888 Adolf Sauer und Theodor Siegert nach Beobachtung rezenter Lößbildung in Sachsen. Die Erkenntnis des äolischen Ursprungs setzte sich aber nur langsam durch, Felix Wahnschaffe bekannte sich zum Beispiel erst 1908 dazu. Albrecht Penck stellte 1884 erstmals eine Verbreitungskarte auf und interpretierte Löß als mehrfach umgelagerten verwehten eiszeitlichen Flusslehm. Es gab auch eine Diskussion darüber, ob Löß interglazial oder periglazial gebildet wurde; die periglaziale Bildung wies aber überzeugend Wolfgang Soergel nach, der auch die zeitliche Feingliederung untersuchte.

## Kontroverse Definitionen
Lange Zeit wurde die Entstehung von Löss kontrovers diskutiert. Stark vereinfachend betrachtet, ergibt sich ein Gegensatz zwischen der sedimentologischen Betrachtung, nach der Löss als Ablagerung von Mineralstaub ein äolisches Sediment ist, und der bodenkundlichen Perspektive, nach der die typische strukturelle Veränderung unabhängig vom Ausgangssubstrat das entscheidende Element der Lössentstehung ist.
Es besteht aber derzeit Einigkeit darüber, dass der Löss ein äolisches Sediment ist, das in Bereichen mit Steppenvegetation abgelagert wird.
Kontroversen entstehen bei der Frage, ob nicht-äolische Sedimente mit typischem Lössgefüge als Löss bezeichnet werden dürfen.

## Eigenschaften

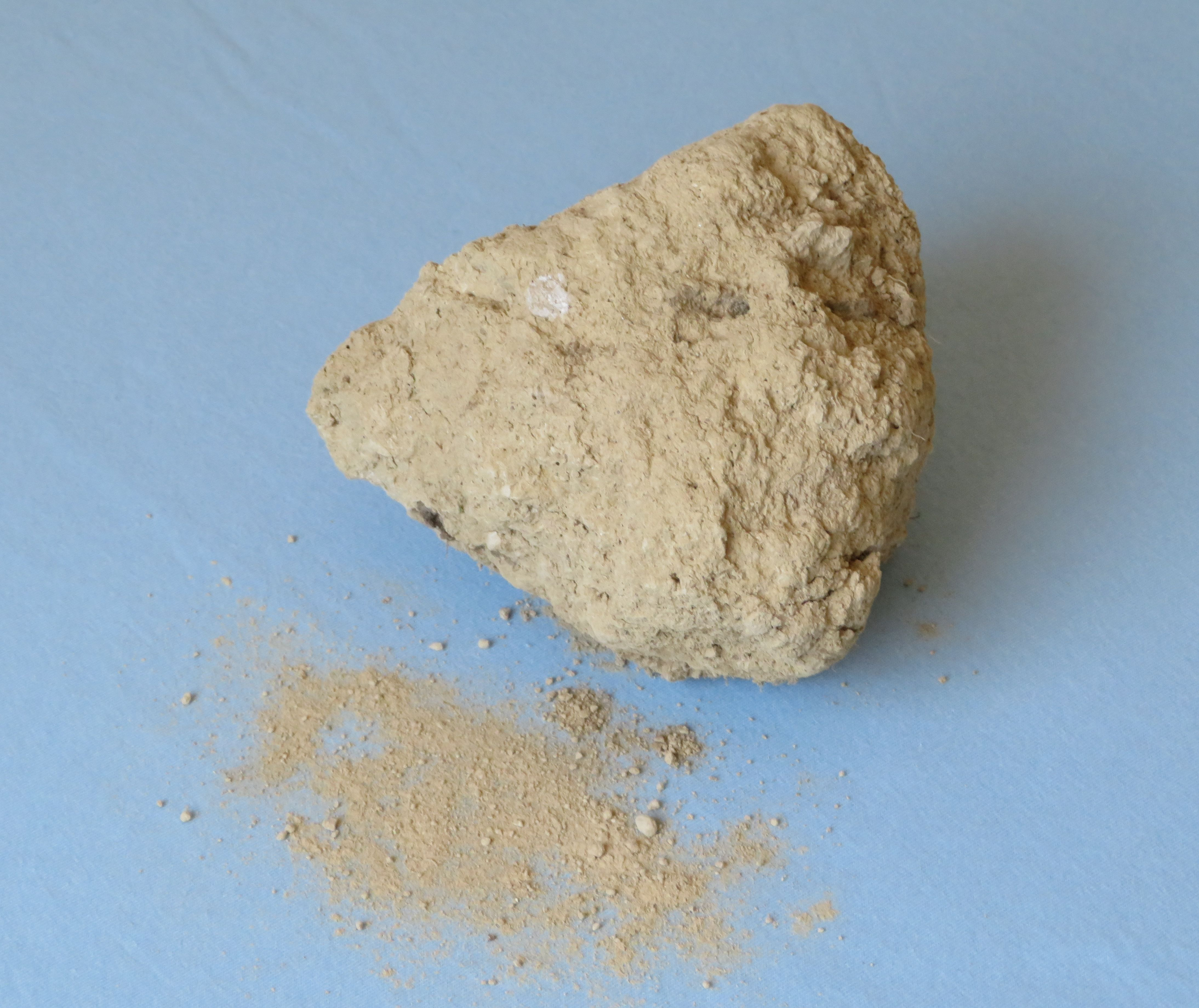
Lössklumpen mit Kalkkonkretionen

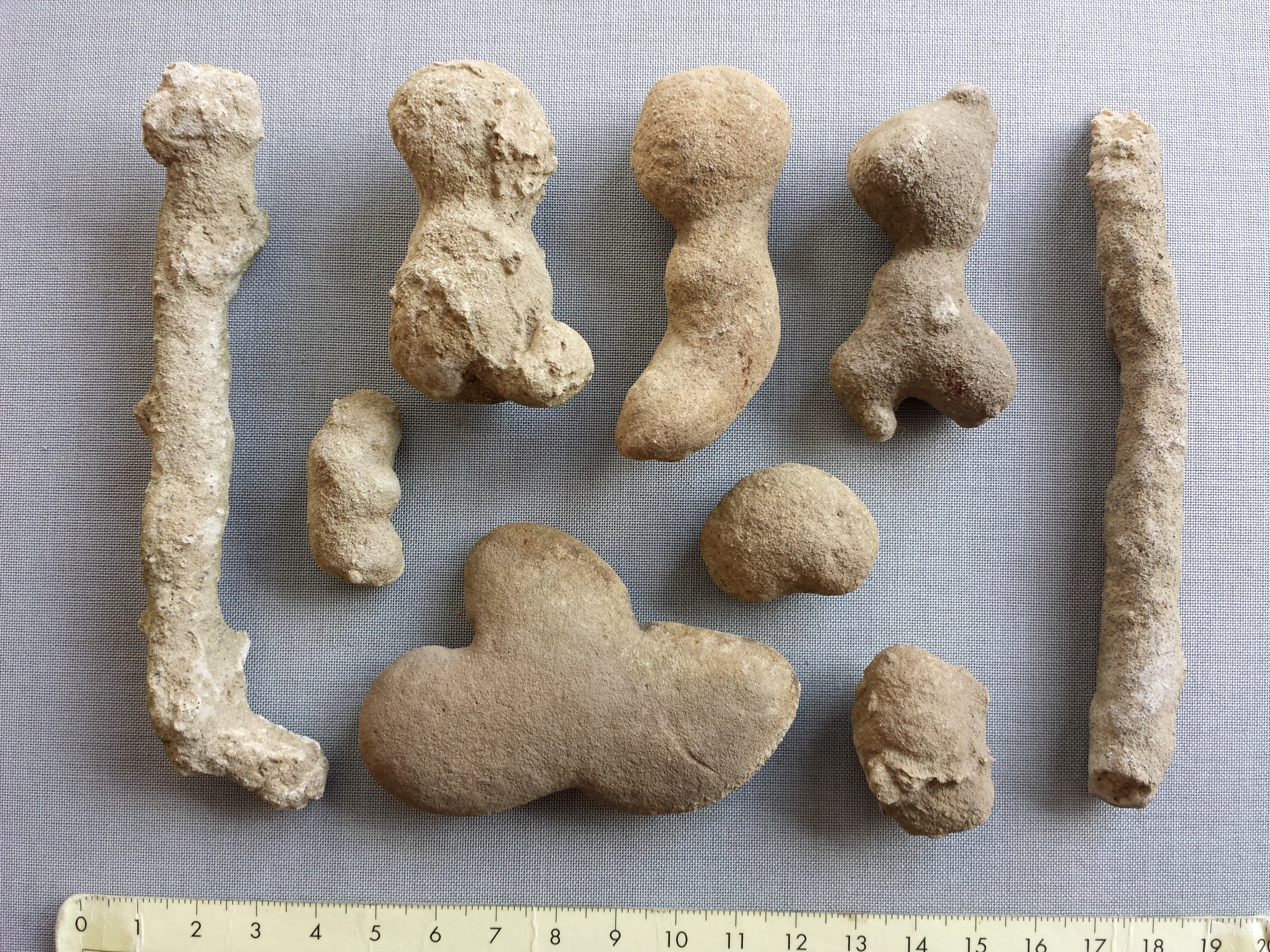
Lösskindl (Osteokolle)

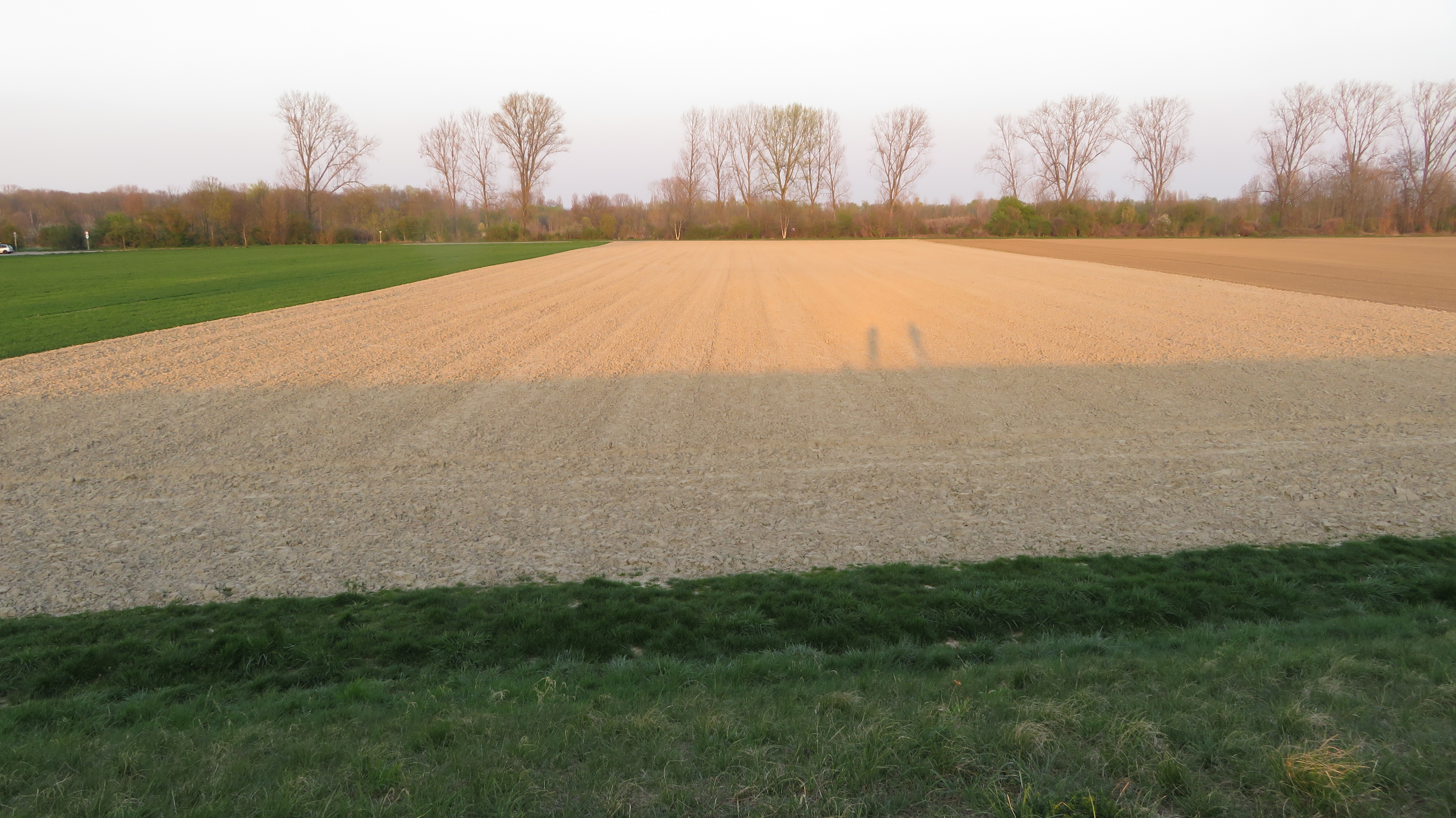
Rheinaue südlich von Worms: als Ackerboden genutzter Schwemmlöss

Löss besteht zum größten Teil aus Schluff. Der Tongehalt ist bei frischem Löss sehr variabel, 5 bis über 20 Prozent, und kann durch Verwitterung noch ansteigen. Löss ist mit stark wechselnden Anteilen Feinsand durchmischt; dessen Anteil am Gemenge beträgt im Durchschnitt 20 %, kann aber auch höher liegen. Bei Sandgehalten über 50 %, aber noch reichlich vorhandenem Schluff, spricht man von Sandlöss, der regional auch als Flottsand bezeichnet wird. Dennoch gilt Löss als gut sortiertes Sediment.
Mineralogisch besteht Löss zum größten Teil (50 bis 80 Prozent) aus Quarzkörnern mit 8 bis 20 Prozent kalkigen Bruchstücken. Beimengungen von Eisenhydroxiden färben Löss gelblich bis gelblich-rot. Andere Minerale, wie Feldspäte, vulkanische Gläser oder mafische Minerale, kommen in der Regel in geringen Mengen vor, können jedoch regional auch dominant werden, wie in Argentinien oder auf der Nordinsel Neuseelands.
Löss ist gewöhnlich ungeschichtet, unverfestigt und sehr porös. Die poröse Struktur von Löss wird häufig durch ehemalige Graswurzeln erklärt, die sich im abgelagerten Mineralstaub bildeten. Konkretionen von Kalk im Löss entstehen durch Lösung und Wiederausfällung der fein verteilten kalkigen Bruchstücke und werden als Lösskindl oder Lössmännchen bezeichnet. Bei Umlagerung von Löss durch Wasser kann das Substrat eine Schichtung erhalten und wird dann Schwemmlöss genannt. Allgemein werden Sedimente, die durch Umlagerung aus Löss entstanden sind, ebenso wie entkalkter Löss als Lössderivate bezeichnet.
Die Einzelpartikel im Löss haben eine vorherrschend eckige Form. Daher rührt seine hohe Standfestigkeit, welche die Bildung von Lösswänden an Flussufern, in Hohlwegen und die Entstehung von Ackerterrassen begünstigt.

## Entstehung
Löss entsteht, wenn Schluff und feinster Sand bei fehlender Vegetationsdecke ausgeweht werden und sich nach einem längeren Transport (einige zehn bis mehrere hundert Kilometer) in Bereichen mit dichterer Vegetation wieder ablagern. Nach der Ablagerung werden die Einzelminerale in der Regel durch den leicht mobilisierbaren Kalk- oder Tonanteil miteinander verkittet. Überwiegend ist die Lössbildung auf die pleistozänen Kaltzeiten beschränkt, in Ostasien beispielsweise ist sie aber bis heute aktiv. Löss kann sich auch unter warm-trockenen Klimabedingungen bilden, wenn aus Wüsten Staub ausgeblasen wird und sich in den Randgebieten, in denen wieder Vegetation gedeihen kann, ablagert.
In Mitteleuropa wurde Löss in den Kaltzeiten gebildet, als infolge der ganzjährig niedrigen Temperaturen kaum Vegetation existierte; die Vorlandgebiete der Gletscher sowie die Flussauen waren sogar weitgehend frei von Bewuchs. Die größten Lössvorkommen Mitteleuropas finden sich in Beckenlagen wie dem Thüringischer Becken und im Bereich größerer Flüsse, wie Elbe, Rhein, Main und Donau. Verantwortlich für die Mobilisierung des Mineralstaubs aus den Gletschervorfeldern und Flussauen waren sowohl die vorherrschenden Westwinde als auch die in den Eiszeiten häufigen trocken-kalten Fallwinde vom alpinen Eispanzer und dem nordischen Inlandeis. Während Sand beim äolischen Transport nur relativ kurze Transportstrecken zurücklegen konnte und in Form von Binnendünen häufig in unmittelbarer Nähe zur Ausblasungsquelle zu finden ist, wurde feineres Material deutlich weiter verbracht und großflächig in den Beckenlagen abgelagert, mit den größten Mächtigkeiten an ostexponierten Hängen (in Lee). In den höheren Lagen der Mittelgebirge ist äolisch akkumulierter Mineralstaub eine wichtige Komponente der periglazialen Lagen.

## Löss, Lössderivate und Lösssedimente
Bereits während, aber auch nach der Ablagerung kann Löss durch andere Prozesse als Wind umgelagert werden. Je nach Prozess unterscheidet man Kriechlöss (schwach am Hang umgelagert), Fließlöss (durch Solifluktion umgelagert, enthält meist ein Grobskelett des unter dem Löss anstehenden Materials), Schwemmlöss (durch Abspülung umgelagert), Hangrutschungslöss, Infusionslöss (Ablagerung unter aquatischen Bedingungen), Kryoturbationslöss (durch Frostwechsel durchmischt).
Weiterhin greift die Verwitterung vor allem die oberen Bereiche des Lösses an. Dadurch werden der Kalk gelöst und Tonminerale gebildet. Es entsteht Lösslehm. Alle genannten Abarten des Lösses bezeichnet man als Lössderivate.
Als übergeordnete Bezeichnung, die sowohl den „frischen“ Löss als auch die Lössderivate umfasst, wurde 2002 der Begriff Lösssedimente (engl. „loess sediments“) in die Fachliteratur eingeführt. Auf die etwas umständlichen Begriffe „Löss im engeren Sinne“ und „Löss im weiteren Sinne“, die vorher verwendet wurden, kann daher verzichtet werden.

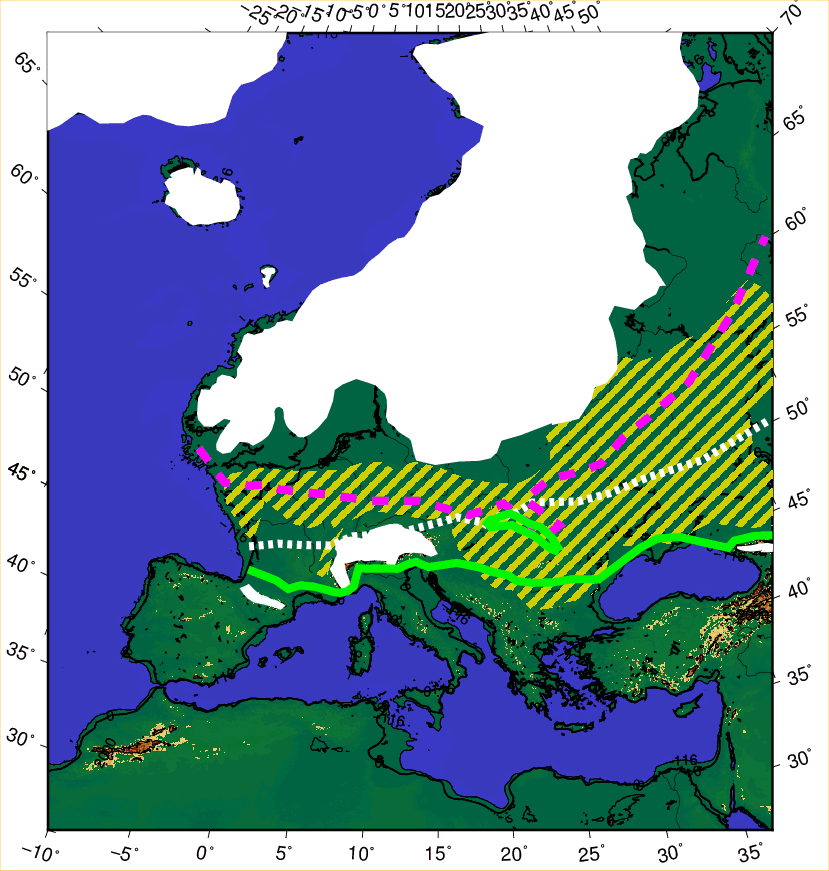
Verteilung der Vegetationszonen während des Kältemaximums der letzten Kaltzeit, im Zeitraum 24.500 bis 18.000 v. Chr. in Europa
gelbe Schraffur: Lösswüste; weiß: Vergletscherung; weiße Punktlinie: Südgrenze des Permafrostbodens; rosa Strichellinie: Südgrenze der Tundra; grüne Linie: Steppe- / Baumgrenze.

## Verbreitung

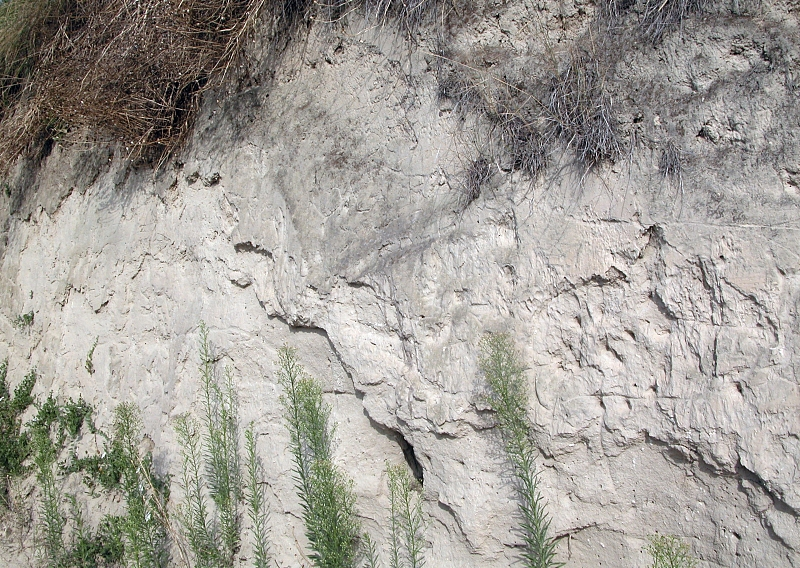
Löss am Kaiserstuhl

Löss ist ein sehr weit verbreitetes Sediment und kommt – je nach Definition – mit Ausnahme der Antarktis auf allen Kontinenten vor. Etwa 10 Prozent der Landoberfläche der Erde sind mit Löss bedeckt. Hauptverbreitungsgebiete sind dabei die mittleren Breiten. In den Tropen und den hohen Breiten gibt es nur vereinzelt Lössvorkommen. Die mitteleuropäische Lösszone erstreckt sich von Belgien bis in die Westukraine. In den Lössgebieten Mitteleuropas tritt Löss mit durchschnittlichen Mächtigkeiten zwischen 3 und 10 m auf, er kann aber in günstigen Lagen (Windschatten) mehrere zehn Meter mächtig werden. Vom chinesischen Lössplateau sind Lössmächtigkeiten bis 400 m bekannt.

### Deutschland

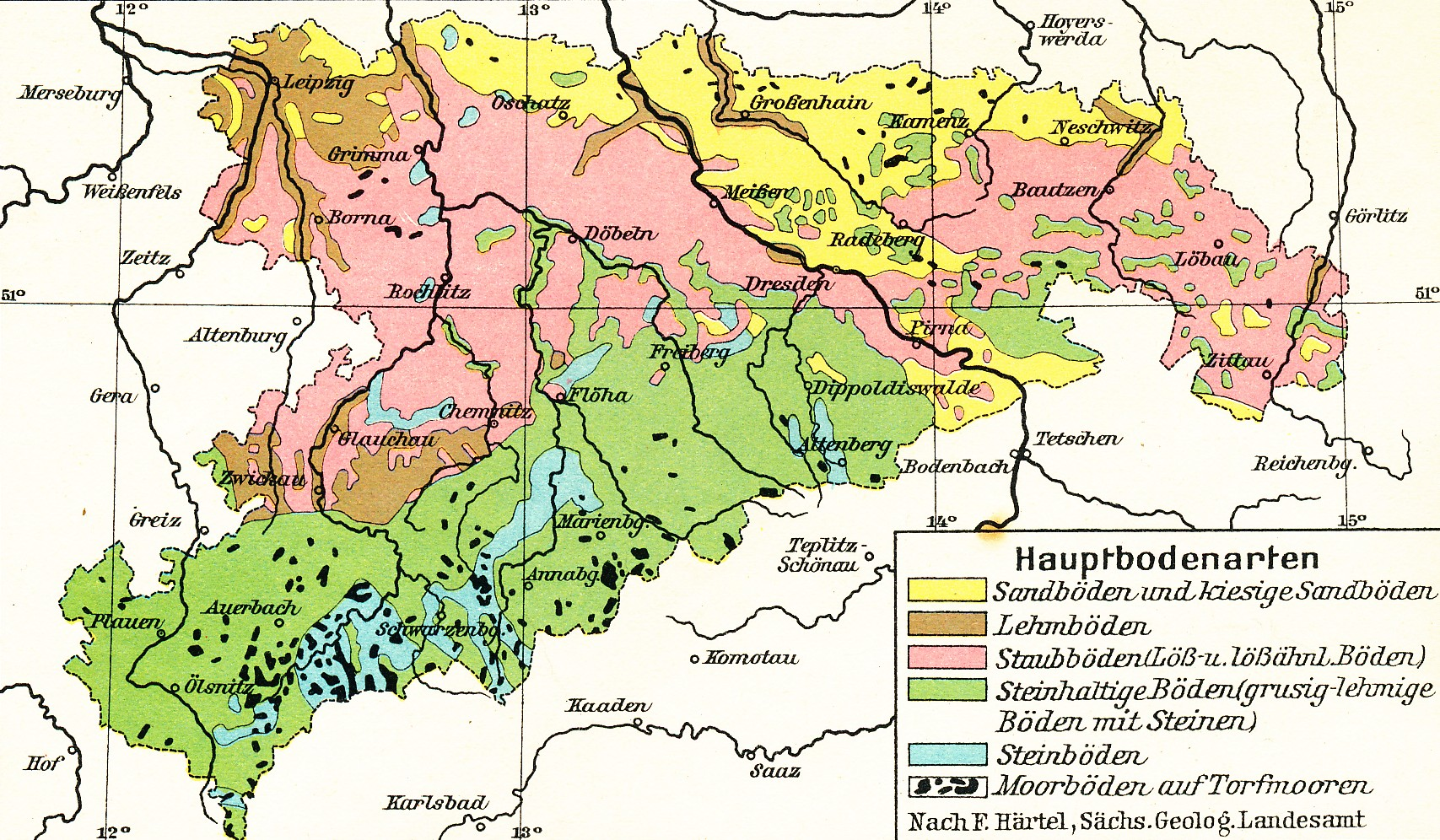
Lössböden in Sachsen (rot) auf einer Karte von 1930

Lössgebiete werden in Süddeutschland auch als Gäulandschaften, in Norddeutschland als Börden bezeichnet. Volkstümliche Bezeichnungen für Löss in Südwestdeutschland (Ortenau, Kaiserstuhl) sind Leimen oder Mergel. Geologisch gesehen sind Mergel jedoch tonhaltige Karbonate.
Die deutschen Lössgebiete nördlich der Mittelgebirge gehören zur mitteleuropäischen Lösszone.
- Naturräumliche Großregion (2. Ordnung) Lößbörden am Nordrand der nördlichen Mittelgebirgsschwelle (von West nach Südost):
  - Lübbecker Lößland (Nordrhein-Westfalen, im äußersten Westen Niedersachsen)
  - Niedersächsische Börden (Niedersachsen)
    - Bückebergvorland
    - Calenberger Lößbörde
    - Braunschweig-Hildesheimer Lößbörde

  - Nördliches Harzvorland (NI/Sachsen-Anhalt), von Nord nach Süd
    - Ostbraunschweigisches Hügelland
    - Harzrandmulde

  - Mitteldeutsches Schwarzerdegebiet (Sachsen-Anhalt)
    - Magdeburger Börde
    - Nordöstliches Harzvorland
    - Östliches Harzvorland
    - Köthener Ebene

  - Altenburg-Zeitzer Lößgebiet (ST/Thüringen/Sachsen, in SN unter Ostthüringisches Lösshügelland)
  - Sächsisches Lössgefilde (Sachsen)
    - Leipziger Tieflandsbucht
    - Nordsächsisches Platten- und Hügelland
    - Mittelsächsisches Lösshügelland
    - Mulde-Lösshügelland
    - Erzgebirgsbecken
    - Großenhainer Pflege
    - Dresdener Elbtalweitung
    - Östliches Erzgebirgsvorland
    - Westlausitzer Hügel- und Bergland
    - Oberlausitzer GefildeLöss an einer „Bodenerlebnisstation“ in Sulzbach bei Frankfurt erklärt
    - Östliche Oberlausitz

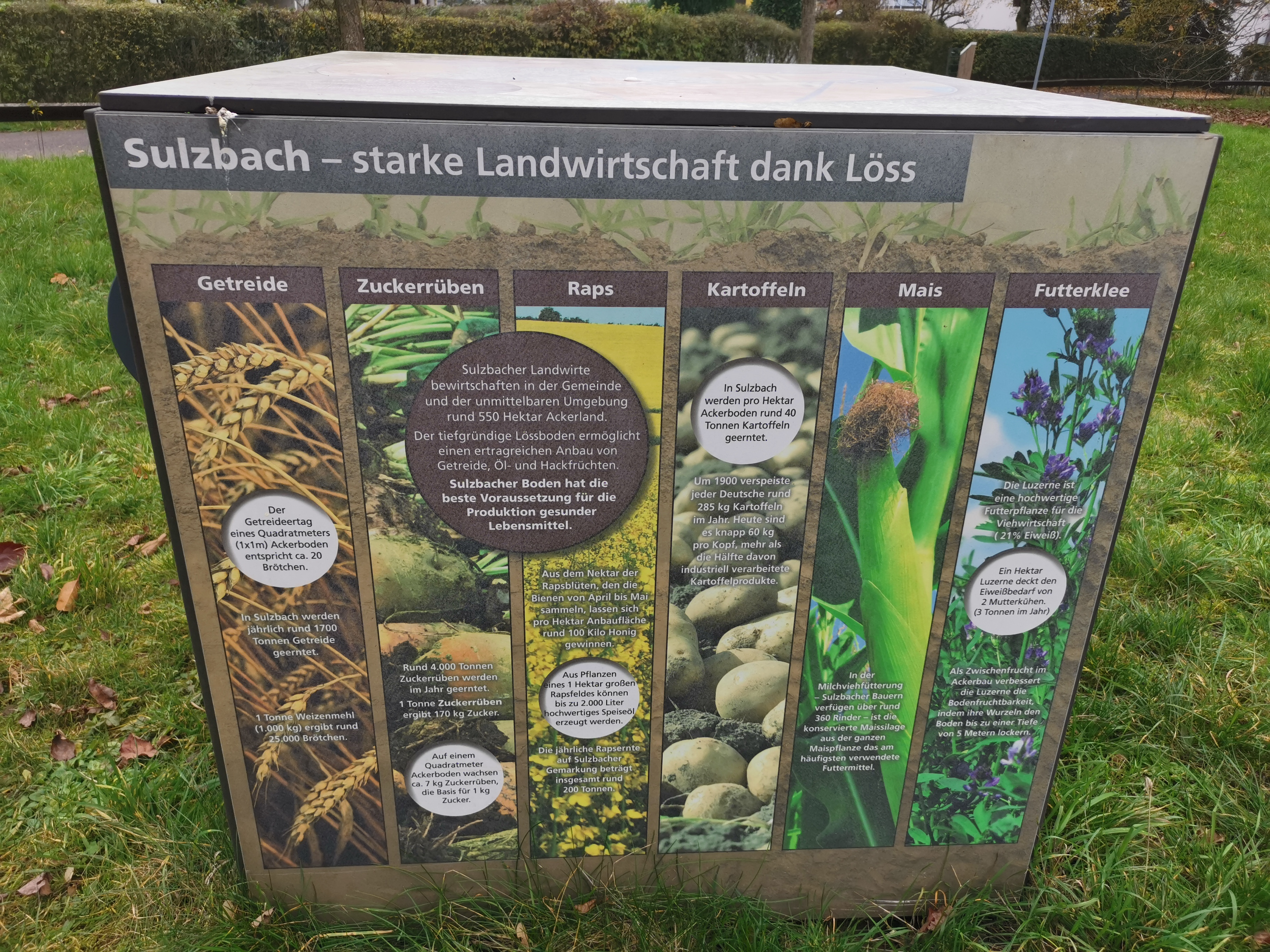
Löss an einer „Bodenerlebnisstation“ in Sulzbach bei Frankfurt erklärt

- Nordrand des Rheinischen Schiefergebirges (Nordrhein-Westfalen, von West nach Ost)
  - Jülicher Börde (N) und Zülpicher Börde (S)
  - Vorgebirge im Lee der Ville
  - Mittelrheinische Bucht (Rhein-Ahr-Terrassen und Linzer Terrasse)
  - Burscheider Lößterrassen am Ostrand der Kölner Bucht
  - Pleiser Hügelland
  - Vestischer Höhenrücken (N) und Westenhellweg (S)
  - Hellwegbörden (mit Soester Börde)
- Mittelmeer-Mjösen-Zone von Nordost nach Südwest:
  - Leine-Ilme-Senke (Niedersachsen), darunter
    - Einbeck-Markoldendorfer Becken im Norden

  - Hessische Senke (NI, Hessen)
  - Neustädter Sattel (HE)
  - Amöneburger Becken (HE)
  - Gießener Becken
  - Oberrheinisches Tiefland
    - Wetterau (HE)
    - Rheingau (HE)
    - Mainzer Becken bzw. Rheinhessen (Rheinland-Pfalz)
    - Vorderpfalz Mittelhardt (Rheinland-Pfalz)
- weitere Beckenlagen in Mittelgebirgen alphabetisch:
  - Dasseler Becken (Niedersachsen, westlich des Leinegrabens)
  - Goldene Mark (Eichsfeld, östlich des Leinegrabens)
  - Limburger Becken (Hessen/Rheinland-Pfalz)
  - Ravensberger Hügelland (Nordrhein-Westfalen)
  - Thüringer Becken (Thüringen)
  - Warburger Börde (Ostwestfalen, westlich des Nordens der Hessischen Senke)
- Südwestdeutsches Stufenland:
  - Kraichgau, Filderebene, in (Baden-Württemberg)
  - Gäu (Baden-Württemberg), bestehend aus Korn-, Schlehen-, Hecken- und Strohgäu
  - Fränkische Gäulandschaften (Gäuplatten im Maindreieck und Ochsenfurter Gau und Gollachgau), Grabfeld
  - Gäuboden bzw. Dungau (Niederbayern)

### Österreich

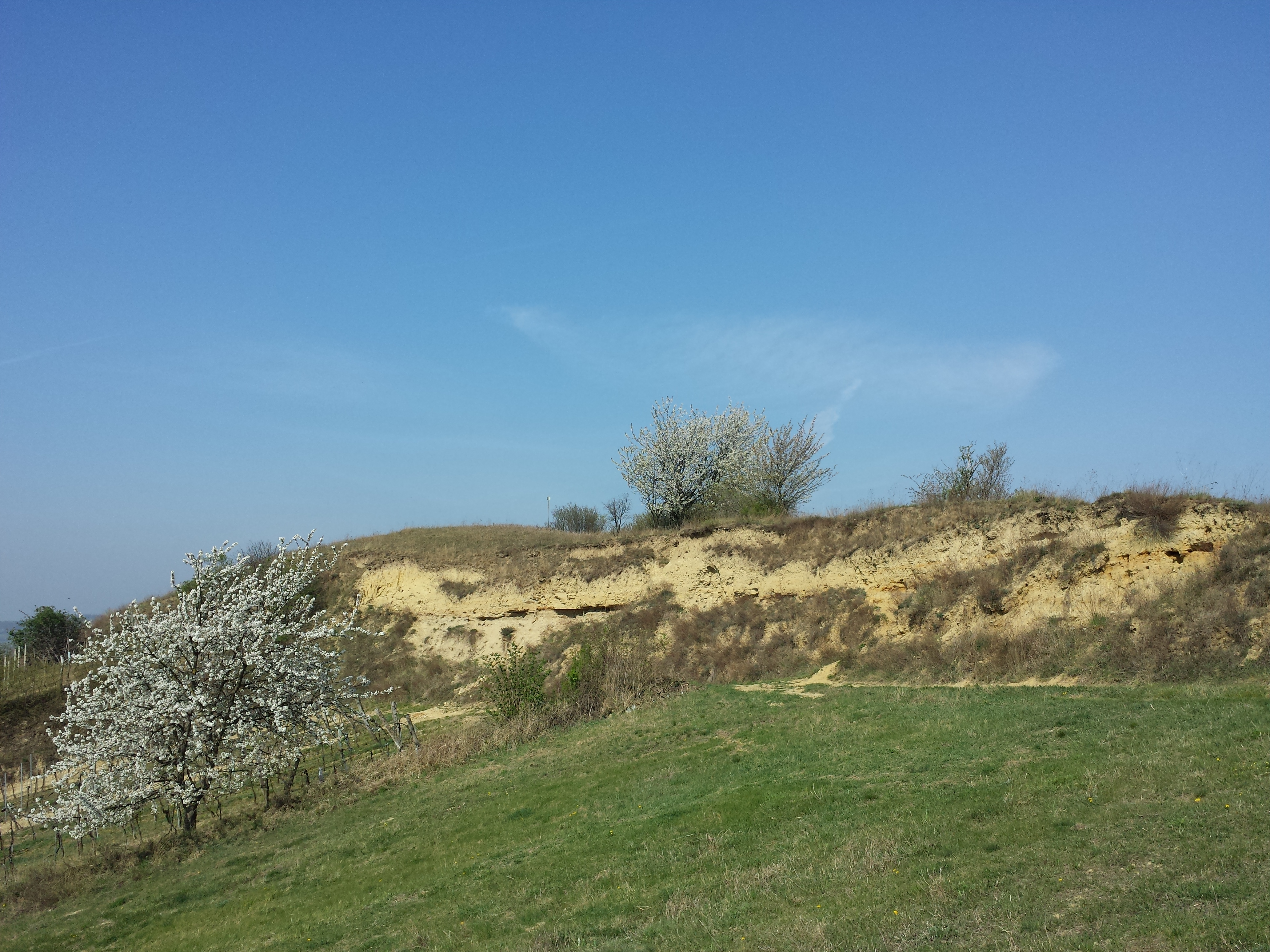
Lösswand bei Großebersdorf

Die bayerischen Lössgebiete setzen sich nach Osten ins Innviertel Österreichs fort. 90 Prozent der Lössablagerungen Österreichs liegen in Niederösterreich, insbesondere im Weinviertel. Die Ablagerungen im Bereich Krems erreichen bis zu 40 m Mächtigkeit. Weltberühmt sind die niederösterreichischen Lösse für steinzeitliche Funde, wie die Venus von Willendorf, die Venus vom Galgenberg oder die Zwillingsgräber von Krems-Wachtberg. Die Lössprofile von Paudorf, Furth bei Göttweig und Stillfried sind bekannte ehemalige Typlokalitäten der Lössforschung. Im Süden der Steiermark finden sich ebenfalls Lössablagerungen.

### Schweiz
Nur wenige Gebiete der Schweiz waren nicht vergletschert oder von großen Flusssystemen durchzogen. Lössvorkommen finden sich nur im äußersten Norden um Basel, Baden und Schaffhausen.

### Hauptverbreitungsgebiete in Europa
Lösssedimente sind über weite Teile Eurasiens verbreitet, konzentrieren sich jedoch auf:
- Nordfrankreich, Belgien, Südniederlande, übergehend in Niederrheinisches Lössgebiet
- Südpolen (Schlesien, Kleinpolen), in Fortsetzung des sächsischen Lössgebiets
- das Karpatenbecken mit weiten Teilen Ungarns, der Vojvodina (Serbien), und West-Rumänien in Fortsetzung des niederösterreichischen Lössgebiets[19]
- Südrumänien, Moldawien
- Ukraine, südliches Russland

### Lösslandschaft in China

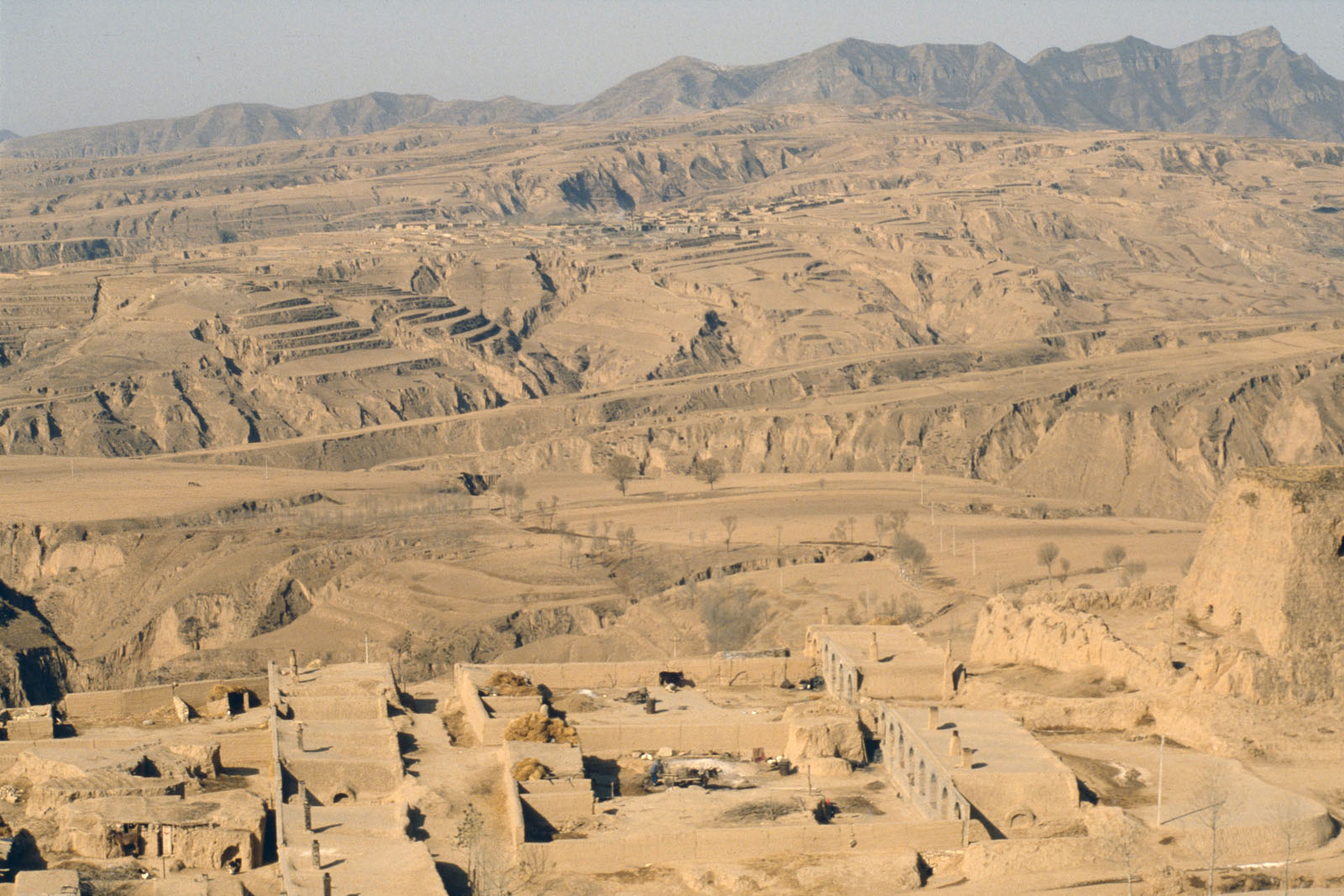
Lösslandschaft bei Hunyuan (Stadt Datong) in der chinesischen Provinz Shanxi

Die mächtigsten Lössdecken findet man in Ostasien, insbesondere in China. Der verfestigte Flugstaub aus innerasiatischen Steppen ist gelbbraun und äußerst nährstoffreich. Nirgendwo auf der Welt hat sich Löss in größeren Mengen abgelagert. Entlang des Huang He (chin. Gelber Fluss), der seinen Namen von den mitgeführten Sedimenten hat, steht er in Decken von bis zu 400 Metern an. Weltweit verfügt kein Fluss über eine stärkere Sedimentfracht, es sind fast 40 Kilogramm pro Kubikmeter Wasser. Der mitgeführte Schlamm lagert sich im Flussbett ab. Auf Grund dieser Sedimentation erhöht der Gelbe Fluss sein Bett und muss durch immer höhere Deiche eingedämmt werden. Bei Kaifeng und Zhengzhou liegt der Wasserspiegel schon zehn Meter über dem Umland.
Die Lössschichten im Bergland der Provinzen Henan, Shaanxi, Shanxi und Gansu sind bis zu 300 m mächtig.

### Löss in Amerika
Sowohl in Nord- als auch in Südamerika gibt es mit den Prärien beziehungsweise der Pampa weltweit bekannte Landschaften, die vom Löss geprägt wurden. Für die Landwirtschaft der betreffenden Staaten (vor allem die USA und Argentinien) spielen sie eine zentrale Rolle.

## Heutige Bedeutung

### Natur

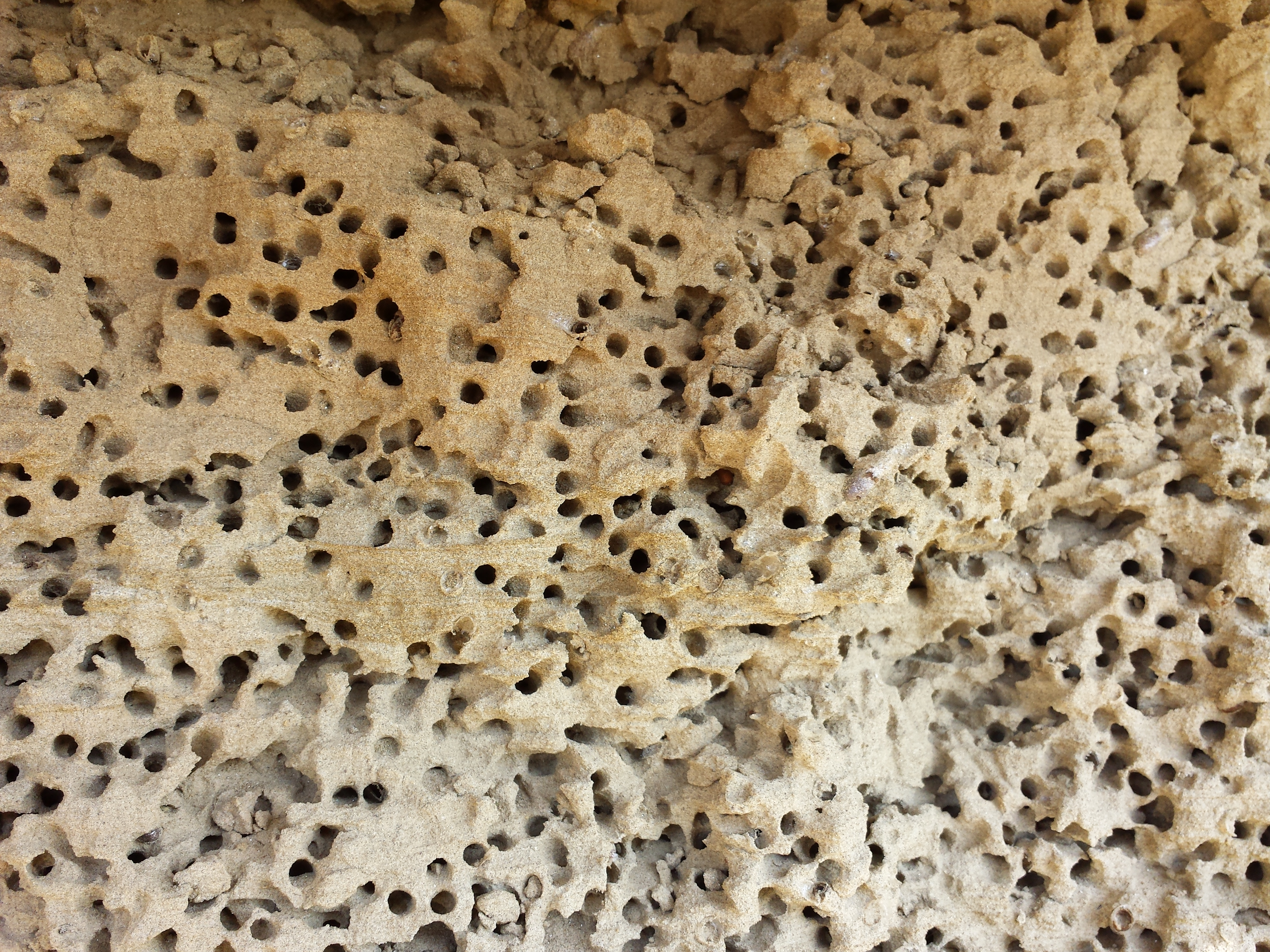
Lösswand, die eine große Zahl an Brutröhren aufweist

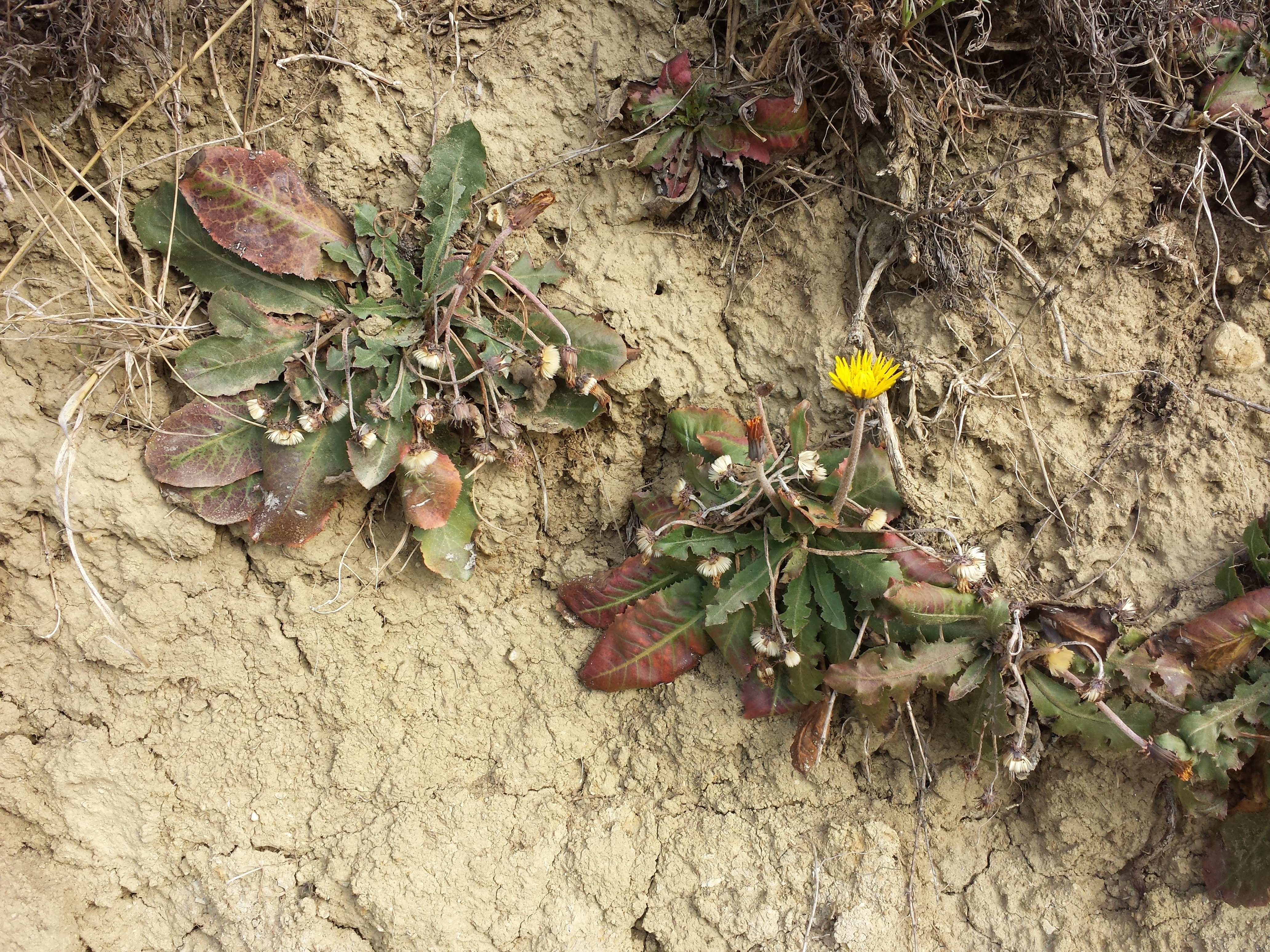
Löss-Löwenzahn (Taraxacum serotinum)

Für zahlreiche Pflanzen und Tiere ist Löss von großer Bedeutung. Beispielsweise findet sich eine enorme Anzahl von Bienen- und Wespenarten, die in Lösswänden ihre Nester anlegen. Auch Vogelarten wie Mauersegler oder Bienenfresser (letztere vereinzelt in Süddeutschland) nisten an oder in Lösswänden. Der Löss-Löwenzahn (Taraxacum serotinum) benötigt Lössuntergrund und kann auf senkrechten Lössmauern wurzeln.

### Landwirtschaft
Lössgebiete sind sehr fruchtbar und gehören in Mitteleuropa zum Altsiedelland. Die Fruchtbarkeit rührt aus der kleinen, aber nicht zu feinen Korngröße des Gesteins her, die den enthaltenen Mineralreichtum leicht zugänglich macht. Der Porenreichtum des Lösses, seine gute Durchlüftung und seine guten Eigenschaften als Wasserspeicher erleichtern die Bodenbildung. Auf Löss entstehen tiefgründige, leicht zu bearbeitende und enorm leistungsfähige Braunerden, Parabraunerden und Schwarzerden. Diese Böden und ihre Verbreitungsgebiete sind für die Agrarwirtschaft besonders wichtig. Bei höheren jährlichen Niederschlägen können aus Löss auch Fahlerden und Pseudogleye entstehen. Man schätzt, dass weltweit etwa 80 % des Getreides auf Löss wächst. Lössboden als Sammelbegriff für die genannten Bodentypen wurde im Jahr 2021 zum „Boden des Jahres“ ernannt.
Bei der Rekultivierung des Rheinischen Braunkohlereviers wurde der gesondert abgeräumte Löss auf die wiedergewonnenen landwirtschaftlich genutzten Flächen aufgeschüttet oder im Polderverfahren aufgeschwemmt.
Löss begünstigte die Entstehung der chinesischen Hochkultur. Seine Eigenschaften erleichterten die Landwirtschaft, denn Löss ist nicht nur sehr fruchtbar, sondern auch mit einfachem Werkzeug zu bearbeiten.

### Gefährdung
Die landwirtschaftliche Nutzung und insbesondere das Pflügen zerstört das Bodengefüge in Böden aus Löss. Da er aufgrund seiner kleinen Körnung leicht abgeschwemmt wird (vgl. Hjulström-Diagramm), ist der Boden nach der Gefügezerstörung durch Erosion gefährdet. Brache oder weitständiger Anbau von Feldfrüchten haben die gleiche Wirkung. Schweres landwirtschaftliches Gerät verdichtet zudem den Unterboden, so dass Wasser weniger leicht eindringt und mit dem Oberflächenabfluss auch die Bodenerosion zunimmt.
Vielerorts haben sich altangelegte Fahrwege tief in den Löss eingeschnitten und so in Löss-Regionen oft Lösshohlwege geschaffen.

### Quartärforschung
Löss bietet ein Archiv pleistozäner Klima- und Umweltzustände und wird im Hinblick auf deren Veränderungen erforscht. Die Abfolge textureller, struktureller und chemischer Veränderungen lässt Rückschlüsse auf vergangene Zustände und Entwicklungen zu. Wichtig sind dabei besonders Paläoböden. Im unter trocken-kalten, vegetationsarmen Verhältnissen abgelagertem Löss zeigt nämlich Bodenbildung längere Phasen geomorphologischer Stabilität an; bei höheren Niederschlägen und Temperaturen sowie dichterer Vegetation verwittert das Sediment stetig und differenziert sich durch weitere bodenbildende Prozesse. Nach der Überdeckung mit Löss sind die bodenkundlichen Charakteristika archiviert und lassen die Rekonstruktion der Bildungsbedingungen zu. Durch die Untersuchung vieler lokaler Ausprägungen dieser sogenannten Löss-Paläoboden-Sequenzen lässt sich ermitteln, welche regionalen Auswirkungen globale Klimaveränderungen bewirkt haben.

### Alternativmedizin
In der Alternativmedizin wird Löss durch Erhitzung zu Heilerde verarbeitet.